# (9764) Morgenstern
(9764) Morgenstern est un astéroïde de la ceinture principale.

## Description
(9764) Morgenstern est un astéroïde de la ceinture principale. Il fut découvert le 30 octobre 1991 à Tautenburg par Freimut Börngen. Il présente une orbite caractérisée par un demi-grand axe de 2,32 UA, une excentricité de 0,19 et une inclinaison de 7,2° par rapport à l'écliptique.

## Compléments